# Return of the Dream Canteen
Return of the Dream Canteen – trzynasty album studyjny amerykańskiego zespołu funk rockowego Red Hot Chili Peppers. Został wydany nakładem Warner Bros. 14 października 2022 roku.
Jest to drugi po Unlimited Love z tego samego roku album grupy nagrany i wydany po powrocie do zespołu w 2019 wieloletniego gitarzysty formacji – Johna Frusciante.
W Stanach Zjednoczonych płyta dotarła na 3. miejsce Billboard 200, a w Polsce uplasowała się na 4. miejscu listy najlepiej sprzedających się wydawnictw. 

## Lista utworów
Autorami wszystkich utworów są: Anthony Kiedis, Flea, John Frusciante oraz Chad Smith.
| 01. | „Tippa My Tongue”         | 4:20    |
|     |                           |         |
| 02. | „Peace and Love”          | 4:03    |
|     |                           |         |
| 03. | „Reach Out”               | 4:11    |
|     |                           |         |
| 04. | „Eddie”                   | 5:41    |
|     |                           |         |
| 05. | „Fake as Fu@k”            | 4:22    |
|     |                           |         |
| 06. | „Bella”                   | 4:51    |
|     |                           |         |
| 07. | „Roulette”                | 4:57    |
|     |                           |         |
| 08. | „My Cigarette”            | 4:24    |
|     |                           |         |
| 09. | „After Life”              | 4:13    |
|     |                           |         |
| 10. | „Shoot Me a Smile”        | 3:43    |
|     |                           |         |
| 11. | „Handful”                 | 4:01    |
|     |                           |         |
| 12. | „The Drummer”             | 3:24    |
|     |                           |         |
| 13. | „Bag of Grins”            | 5:05    |
|     |                           |         |
| 14. | „La La La La La La La La” | 3:57    |
|     |                           |         |
| 15. | „Copperbelly”             | 3:44    |
|     |                           |         |
| 16. | „Carry Me Home”           | 4:13    |
|     |                           |         |
| 17. | „In the Snow”             | 5:55    |
|     |                           |         |
|     |                           | 1:15:04 |
|     |                           |         |

## Twórcy
Zespół Red Hot Chili Peppers w składzie
- Anthony Kiedis – wokal prowadzący
- Flea – gitara basowa
- John Frusciante – gitara, wokal wspierający, syntezator
- Chad Smith – perkusja

Dodatkowi muzycy
- Aura T-09 – wokal wspierający
- Lenny Castro – instrumenty perkusyjne
- Mauro Refosco – instrumenty perkusyjne
- Josh Johnson – saksofon
- Nate Walcott – trąbka